# Vladímirovka (Bélgorod)
Vladímirovka - Владимировка (rus) - és un poble a l'óblast de Bélgorod, a Rússia. El 2010 tenia 712 habitants. Pertany al districte (raion) de Stari Oskol.